# Patrick McEleney
Patrick McEleney (Derry, 26 de septiembre de 1992) es un futbolista irlandés que juega de centrocampista en el Derry City F. C. de la Premier Division de Irlanda.

## Selección nacional
McEleney fue internacional sub-16 con la selección de fútbol de Irlanda del Norte, antes de ser internacional sub-17 y sub-19 con la selección de fútbol de la República de Irlanda.

## Clubes
| Club             | País              | Año       |
| ---------------- | ----------------- | --------- |
| Derry City F. C. | Irlanda del Norte | 2010-2015 |
| Dundalk F. C.    | Irlanda           | 2016-2017 |
| Oldham Athletic  | Inglaterra        | 2018      |
| Dundalk F. C.    | Irlanda           | 2018-2021 |
| Derry City F. C. | Irlanda del Norte | 2022-     |

## Palmarés

### Títulos nacionales
| Título                     | Club             | País    | Año  |
| -------------------------- | ---------------- | ------- | ---- |
| Premier Division           | Derry City F. C. | Irlanda | 2010 |
| Copa de la Liga de Irlanda | Derry City F. C. | Irlanda | 2011 |
| Copa de Irlanda            | Derry City F. C. | Irlanda | 2012 |
| Premier Division           | Dundalk F. C.    | Irlanda | 2016 |
| Copa de la Liga de Irlanda | Dundalk F. C.    | Irlanda | 2017 |
| Premier Division           | Dundalk F. C.    | Irlanda | 2018 |
| Copa de Irlanda            | Dundalk F. C.    | Irlanda | 2018 |
| Supercopa de Irlanda       | Dundalk F. C.    | Irlanda | 2019 |
| Copa de la Liga de Irlanda | Dundalk F. C.    | Irlanda | 2019 |
| Premier Division           | Dundalk F. C.    | Irlanda | 2019 |
| Copa de Irlanda            | Dundalk F. C.    | Irlanda | 2020 |
| Supercopa de Irlanda       | Dundalk F. C.    | Irlanda | 2021 |